# Haki
Haki, Hake o Haco va ser un llegendari guerrer viking d'Escandinàvia, rei de la mar en les sagues nòrdiques. Apareix en diverses fonts medievals del segle xii (Gesta Danorum, Saxo Grammaticus) i del segle xiii (saga Ynglinga, Nafnaþulur, saga Völsunga).
Era germà d'un altre llegendari guerrer anomenat Hagbard, tots dos actius expedicionaris durant l'Era de Vendel (cap al segle V) i amb qui saqueja a vegades les costes d'Escandinàvia.

## Saga Ynglinga
La Saga Ynglinga de Snorri Sturluson esmenta que Haki posseïa una gran flota i molts notables guerrers que saquejava Escandinàvia al costat del seu germà Hagbard. Quan va pastar suficient riquesa i seguidors es va proclamar rei dels suecs i va conduir al seu exèrcit fins a les portes de Gamla Uppsala. Haki era un guerrer brutal i sempre anava envoltat de dotze campions vikings, entre ells el llegendari Starkad el Vell.
El rei suec Hugleik se li va enfrontar amb un altre exèrcit, acompanyat d'altres dos llegendaris guerrers Svipdag i Geigad. Va ser en Fyrisvellir, al sud d'Uppsala, on ambdues forces es van enfrontar en una batalla on els suecs van ser derrotats. Haki i els seus homes van capturar a Svipdag i Geigad, i van envoltar amb un anell d'escuts al rei suec ja els seus dos fills, matant-los. Sense competència, Haki va governar Suècia durant tres anys mentre els seus guerrers seguien amb les seves expedicions pastant fortunes.
Hugleik, tenia dos cosins anomenats Eric i Jorund, també famosos vikings que havien executat a Gudlög, rei de Hålogaland, Noruega. Quan van saber que els guerrers de Haki saquejaven sense competència ni oposició, van reunir una gran força i es van dirigir a Suècia. Allà es van unir a altres suecs que desitjaven reinstaurar la dinastia dels Ynglings en el tron suec.
Els dos germans van entrar a Mälaren, i van anar directament a Gamla Uppsala, desembarcant a Fyrisvellir enfrontant-se a Haki, que es trobava en inferiors condicions, però així i era un enemic molt tenaç i brutal, que va matar a molts dels seus enemics inclòs Eric, que tenia l'estendard de tots dos germans. Jorund i els seus homes van escapar a les seves naus, però deixant enrere a Haki mortalment ferit.
El moribund Haki va demanar un drakkar, que va ser equipat amb les seves armes i guerrers morts. Tenia les seves veles desplegades, es va envoltar de fusta i els va calar foc amb una torxa. Haki encara no era mort quan va ser col·locat sobre la fusta i quan va començar a bufar el vent, la nau va partir en flames mar endins a través de les petites illes. Aquest final li va donar molta fama i va ser molt comentat durant molt de temps.

## Sigurd Hart
Un berserker anomenat Haki s'esmenta a la  Ragnarssona þáttr  i la saga de  Halfdan el Negre , com assassí de Sigurd Hart llegendari rei de  Ringerike a Noruega.